# Blues by Lonnie Johnson
Blues by Lonnie Johnson — студійний альбом американського блюзового музиканта Лонні Джонсона, випущений лейблом Bluesville Records у 1960 році. Записаний 8 березня 1960 року на студії Van Gelder Studio в Енлвуд-Кліффсі (Нью-Джерсі).
Альбом складається з 12 оригінальних пісень, написаних Джонсоном спеціально для цієї сесії. Альбом ознаменував повернення Джонсона до музичного бізнесу, якому в лютому 1960 року виповнилось 60 років.

## Історія
Кріс Альбертсон, джазовий диск-жокей, вже декілька років тому (у 1957 році) як залишив рідну Данію і перебрався в США у Філадельфію. На той момент Лонні Джонсон залишив музику і в основному займався ремонтами як помічник тесляра. 18 місяців до цього він отримав роботу швейцара у готелі Benjamin Franklin Hotel.

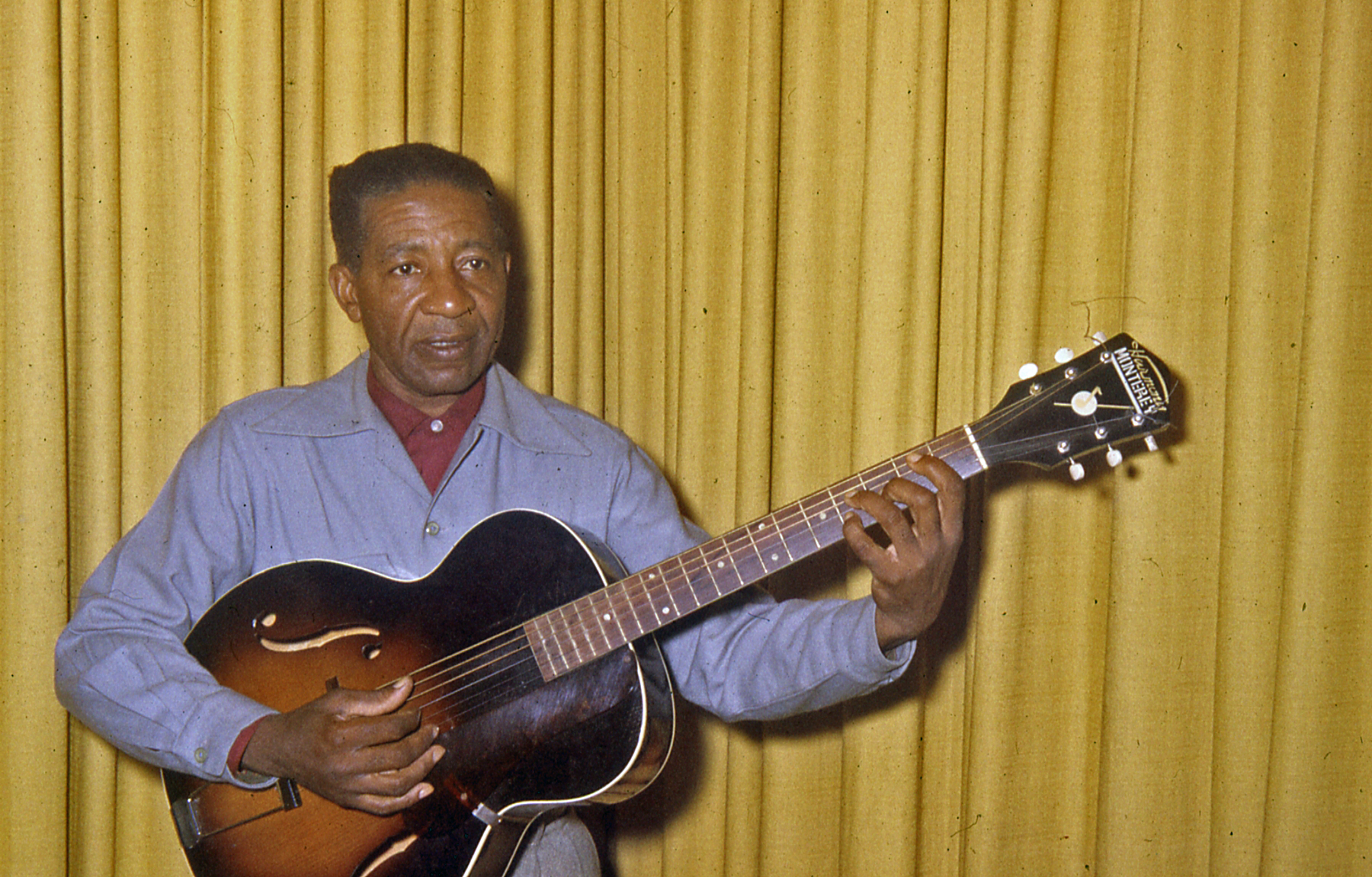
Лонні Джонсон з гітарою Harmony Monterey в квартирі Кріса Альбертсона, 1960. Фотографія зроблена самим Альбертсоном

Робертсон відразу почав розшукувати Джонсона, як тільки йому стало відомо, що він у Філадельфії. Дізнавшись, що Елмер Сноуден (Дюк Еллінгтон у 1922 році грав на піаніно у гурті Сноудена) працює паркувальником у Філадельфії, Альбертсон відразу запросив ветерана взяти участь у джазовій радіопрограмі. Елмеру не було відомо, де знаходився Джонсон, однак один слухач це знав. Він зв'язався з Сноуденом після програми і повідомив про те, що Лонні у готелі Benjamin Franklin Hotel.
На прохання Альбертсона, Джонсон взяв свою гітару (він почав грати на електричній гітарі ще у 1941 році, невдовзі після того, як Чарлі Крісчен став її популяризувати) і приїхав на квартиру Альбертсона. Джонсон виконав декілька блюзових пісень і балад під акомпанемент своєї гітари та банджо Сноудена. Джонсон грав і співав вперше за останні 4 роки.
Альбертсон приніс демонстраційні записи Бобу Вейнстоку, продюсеру і засновнику Prestige Records, і той вирішив записати Джонсона разом з гуртом зіркових джазменів. Вейнсток і Есмонд Едвардс (з відділу, що відповідав за пошук нових виконавців та їхній репертуар) визначили, що у студії до Лонні приєднаються піаніст-ветеран Клод Гопкінс, а також молоді музиканти (всім їм було трохи більше 20 років): ударник Боббі Дональдсон, контрабасист]] Венделл Маршалл і саксофоніст Гел Сінгер.
Джонсон прибув на студію Руді Ван Гелдера Van Gelder Studio в Енлвуд-Кліффс, штат Нью-Джерсі із 12 оригінальними блюзовими піснями, які він спеціально написав для цієї сесії. Джонсон також придбав нову електричну гітару за 500 доларів за допомогою Альберстона, який тоді став його менеджером і Сноудена та працював джазовим ді-джеєм на радіо-станції WHAT-FM у Філадельфії. 12 композицій були записані 8 березня 1960 року за близько 3 години. Наступного дня Джонсон повернувся додому о 3 годині на нічну зміну в готель Benjamin Franklin.
Того ж року альбом був виданий дочірнім лейблом Prestige Bluesville Records (BVLP 1007).

## Список композицій
Сторона «А»
1. «Don't Ever Love» (Лонні Джонсон) — 3:33
2. «No Love for Sale» (Лонні Джонсон) — 3:02
3. «There's No Love» (Лонні Джонсон) — 2:25
4. «I Don't Hurt Anymore» (Дон Робертсон) — 3:53
5. «She-Devil» (Лонні Джонсон) — 2:53
6. «One-Sided Love Affair» (Лонні Джонсон) — 3:12

Сторона «Б»
1. «Big Leg Woman» (Лонні Джонсон) — 3:11
2. «There Must Be a Way» (Лонні Джонсон) — 3:23
3. «She's Drunk Again» (Лонні Джонсон) — 3:21
4. «Blues 'Round My Door» (Лонні Джонсон) — 3:33
5. «You Don't Move Me» (Лонні Джонсон) — 2:12
6. «You Will Need Me» (Лонні Джонсон) — 3:27

Записаний 8 березня 1960 року на студії Van Gelder Studio в Енлвуд-Кліффсі (Нью-Джерсі) інженером Руді Ван Гелдером.

## Учасники запису
- Лонні Джонсон — вокал, гітара
- Гел Сінгер — тенор саксофон
- Клод Гопкінс — фортепіано
- Венделл Маршалл — контрабас
- Боббі Дональдсон — ударні

Технічний персонал
- Руді Ван Гелдер — інженер звукозапису
- Девід Б. Біттен — текст до обкладинки

## Видання
| Країна | Дата | Лейбл                   | Формат | Каталог     |
| ------ | ---- | ----------------------- | ------ | ----------- |
| США    | 1960 | Bluesville              | LP     | BVLP 1007   |
| США    | 1964 | Prestige                | LP     | PR 1007     |
| США    | 1984 | Original Blues Classics | LP     | OBC-502     |
| США    | 1991 | Original Blues Classics | CD     | OBCCD-502-2 |